# Друга громадянська війна (фільм)
«Друга громадянська війна» (англ. The Second Civil War) — сатирична телевізійна чорна комедія, знята режисером Джо Данте для мережі кабельного телебачення HBO, вперше показана 15 березня 1997 року. У фільмі розповідається про розгортання громадянської війни на етнічному ґрунті в альтернативному майбутньому Сполучених Штатів внаслідок надмірної імміграції та гонитви за рейтингами в засобах масової інформації.

## Акторський склад
| Актор            | Роль                          |
| ---------------- | ----------------------------- |
| Бо Бріджес       | Джим Фарлі губернатор Айдахо  |
| Джоанна Кессіді  | Хелена Ньюман репортерка      |
| Філ Гартман      | президент США                 |
| Джеймс Коберн    | Джек Б'юкен радник президента |
| Джеймс Ерл Джонс | Джим Калла                    |
| Ден Гедая        | Мел Берджес                   |
| Елізабет Пенья   | Крістіна репортерка           |
| Деніс Лірі       | Вінні Франко                  |
| Рон Перлман      | Алан Манієскі                 |
| Кевін Данн       | Джиммі Кеннон                 |
| Дік Міллер       | Едді О'Ніл                    |
| Браян Кіт        | Чарльз Бьюфорд генерал-майор  |
| Шон Ловлор       | Брендан                       |
| Ренс Говард      | Арнольд Туні-молодший         |
| Роджер Корман    | Сенді Коллінз                 |
| Роберт Пікардо   | Годфрі                        |
| Ів Бреннер       | поліцейська                   |

## Сюжет
Недалеке майбутнє, кількість іммігрантів у Сполучених Штатах стрімко зростає, що призводить до розколу суспільства. Мер Лос-Анджелеса розмовляє лише іспанською, Род-Айленд населений переважно американцями китайського походження, а в Алабамі засідають конгресмени-сикхи. Політика зводиться до задовольнення різних етнічних груп за їхні голоси, а поляризація, що підживлюється засобами масової інформації, призводить до масових занепокоєнь.
Після застосування Індією ядерної зброї проти Пакистану, міжнародна організація планує перевезти сиріт-біженців до Айдахо. Популярний телеканал NewsNet відправляє свого репортера і демонструє кадри ридаючих пакистанських дітей, щоб підвищити рейтинги. Оскільки Айдахо вже прийняв понад мільйон біженців, губернатор штату Джим Фарлі (Бо Бріджес) наказує Національній гвардії Айдахо закрити кордони, посилаючись на громадську безпеку. Незважаючи на те, що у публічному полі Фарлі позиціонує себе нативістом, він регулярно насолоджується мексиканською їжею, мексиканськими мильними операми та романом з репоркою мексиканської мережі NewsNet Крістіною (Елізабет Пенья). Перекладаючи в прямому етері палку промову мера Лос-Анджелеса, який пообіцяв відвоювати землі старої Іспанської імперії в межах Сполучених Штатів, Крістіна дедалі більше злиться від рішення Фарлі закрити кордон штату, аж поки промову не перериває замах чорношкірих лос-анджельсів, які прагнуть відвоювати місто у латиносів. Фарлі приголомшений гнівом своєї коханки, і, незважаючи на усі зусилля свого прес-секретаря Джиммі Кеннона (Кевін Данн), майже не помічає зростаючих наслідків кризи.
Тим часом президент США (Філ Гартман) виявляється абсолютно неефективним лідером, який безжально використовує імміграцію для заселення округів і штатів тими, хто найімовірніше проголосує за його партію. Відомий своєю нерішучістю, президент повністю делегує прийняття рішень своїм радникам, особливо головному неофіційному раднику, лобісту Джеку Б. Б'юкену (Джеймс Коберн), який повністю опікується публічним іміджем президента і сприйняттям його адміністрації в ЗМІ. Б'юкен регулярно впливає на рішення президента, маніпулюючи його бажанням наслідувати попередніх президентів США, доходячи до того, що він додає до заздалегідь написаних заяв президента вигадані «цитати» Дуайта Д. Ейзенхауера. Б'юкен спонукає президента «бути рішучим», тож президент наказує Фарлі відкрити кордон Айдахо для біженців протягом 72 годин, але потім скорочує цей термін до 671⁄2, щоб новини не перервали прощальний виступ Сьюзан Луччі в мильній опері «Всі мої діти».
По мірі наближення дедлайну губернатор і президент викликають Національну гвардію Айдахо та армію Сполучених Штатів відповідно. Напруга зростає, коли командири обох підрозділів виявляються запеклими суперниками з часів Війни в Перській затоці. ЗМІ злітаються на кордон, привертаючи увагу всієї країни до конфлікту, а NewsNet наказує своїм репортерам продовжувати фокусуватися на обличчях біженців для рейтингу. Губернатори штатів Монтана і Північна Дакота також направляють свої підрозділи Національної гвардії, щоб протистояти федеральним військовим силам, що призводить до ще більшої поляризації в країні. Напруга сягає свого піку коли мексикано-американські бунтівники, які виступають за іммігрантів, підривають Аламо.
Президент намагається спертися на американців китайського походження, які є значною часткою його електорату, після того, як він втратив підтримку представників Алабами через небажання виділяти кошти на сикхські гурдвари. Проте губернатор Род-Айленда відправляє свою Національну гвардію на підтримку Фарлі, оскільки раніше Білий дім оголосив про угоду з суперниками китайської громади, Нацією ісламу, та її лідером, конгресменом Нкомо, щоб отримати голоси чорношкірих виборців. Президент намагається зміцнити свої позиції, звертаючись до американців корейського походження, але виявляє, що голосів корейців просто не вистачає. Коли президент готується надати візи двом мільйонам корейців, щоб збільшити частку корейсько-американських голосів, він отримує інформацію від Об’єднаного комітету начальників штабів, що антиіммігрантські терористи відповіли на вибух в Аламо, знищивши Статую Свободи, заявивши: «Ми більше не хочемо вашої згуртованої маси» (англ. «we do not want your huddled masses anymore», словосполучення huddled masses зустрічається у сонеті Емми Лазарус «Новий Колос», який відлитий на бронзовій дошці всередині Статуї Свободи). Побачивши власні репортажі про зруйнований пам'ятник, і без того виснажені співробітники NewsNet починають сперечатися про свою роль у розпалюванні конфлікту і врешті-решт починають битися.
Зрештою, дівчина губернатора Фарлі вагітніє, що переконує його відступити від конфлікту і подати у відставку, але вже надто пізно. Солдати армії США бачать в новинах репортажі про зруйновану статую Свободи та заколот, через що їх на місці судять військовим трибуналом. В очікуванні розстрільної команди один із солдатів закликає своїх катів "іти вперед і вбити Америку", стверджуючи, що від американської нації "нічого не залишилося", а країною тепер управляють лише "політики і керівники, які наймають людей у місцях, де ми не живемо". Ця промова і страта потрапляють у пряму трансляцію NewsNet, що викликає нові заколоти. Президент наказує Об'єднаному комітету начальників штабів придушити ці заколоти, але всі танкові дивізії поблизу не можуть відповісти через несправність засобів зв'язку, оскільки виробництво запасних частин було передано Тайваню, який раніше наклав ембарго на ці запчастини через суперечку між президентом і Прем'єр-міністр Тайваню.
Ситуація продовжує погіршуватися, і одна зі сторін (залишилося нез'ясованим) приймає рішення атакувати, що призводить до великої битви між армією США та Національною гвардією Айдахо. Президент приймає рішення про вторгнення в Айдахо, розпочинаючи Другу американську громадянську війну. Фільм завершується серією новинних репортажів, що вийшли в ефір після конфлікту, в яких повідомляється, що військові дії припинилися, а президент подав у відставку, хоча імміграційна система залишається незмінною.

## Випуск
Фільм демонструвався в кінотеатрах Італії, Португалії, Нідерландів і Франції в 1997 і 1998 роках, а потім був випущений на домашнє відео. В Австралії фільм був випущений безпосередньо на відео у квітні-травні 1998 року.
У 2005 році фільм вийшов на DVD.
У 1997 році Бо Бріджес отримав премію "Еммі" за Кращу чоловічу роль другого плану в міні-серіалі або телефільмі.